# Sous le masque
Pour plus de détails, voir Fiche technique et Distribution.
Sous le masque (Crack-Up) est un film d'espionnage américain réalisé par Malcolm St. Clair et sorti en 1936. 

## Synopsis
Le film raconte l'histoire du colonel Gimpy, travaillant pour les services secrets, qui cherche à s'emparer des plans d'un tout nouvel avion. Mais de nombreuses autres organisations désirent ces plans et sont prêtes à tout pour les obtenir. Le colonel va chercher l'aide du pilote Ace Martin afin de mener à bien sa mission.

## Fiche technique
- Titre : Sous le masque
- Titre original : Crack-up (Traduction : "crise de nerfs")
- Réalisation : Malcolm St. Clair
- Scénario : Charles Kenyon, Sam Mintz, John F. Goodrich (histoire originale)
- Directeur de la photographie : Barney McGill
- Premier assistant opérateur : Aaron Rosenberg
- Caméraman : Don Broodie
- Producteur : Samuel G. Engel
- Société de production : 20th Century Fox
- Pays d'origine : États-Unis
- Langue : anglais
- Format : Noir et blanc
- Genre : film d'espionnage
- Durée : 65 min
- Date de sortie : 14 décembre 1936 (États-Unis)

## Distribution
- Peter Lorre : Colonel Gimpy
- Brian Donlevy : Ace Martin
- Helen Wood : Ruth Franklin
- Ralph Morgan : John R. Fleming
- Thomas Beck : Joe Randall
- Kay Linaker : Mrs. Fleming
- Lester Mathews : Sidney Grant
- Earle Foxe : Operative #30
- J. Carrol Naish : Operative #77
- Gloria Roy : Operative #16
- Oscar Apfel : Alfred Knuxton
- Paul Stanton : Daniel D. Harrington
- Howard C. Hickman : Major White
- Robert Homans : Capitaine du bateau